# Rue de Ménilmontant
Pour les articles homonymes, voir Ménilmontant.
La rue de Ménilmontant est une voie située dans les quartiers de Belleville, de Saint-Fargeau, et du Père-Lachaise du 20e arrondissement de Paris.

## Situation et accès
Longue de 1 230 mètres, la rue de Ménilmontant prolonge la rue Oberkampf après le carrefour du métro Ménilmontant (situé à 54 m d'altitude) aujourd'hui nommé place Jean-Ferrat, et est prolongée par la rue Saint-Fargeau (culminant à 112 m). Elle monte modérément jusqu'à la rue Sorbier (située à 75 m), puis plus abruptement jusqu'à la rue des Pyrénées (à 104 m).
Depuis juin 2006, elle est en sens unique vers la montée pour les voitures, alors que le sens inverse offre une vue panoramique de Paris. Bus, vélos et taxis peuvent descendre la rue de Ménilmontant.
La rue de Ménilmontant est desservie à proximité par les lignes 2 à la station Ménilmontant et 3 bis à la station Saint-Fargeau.

## Origine du nom
Cette voie était la principale rue de l'ancien village de Ménilmontant.

## Historique

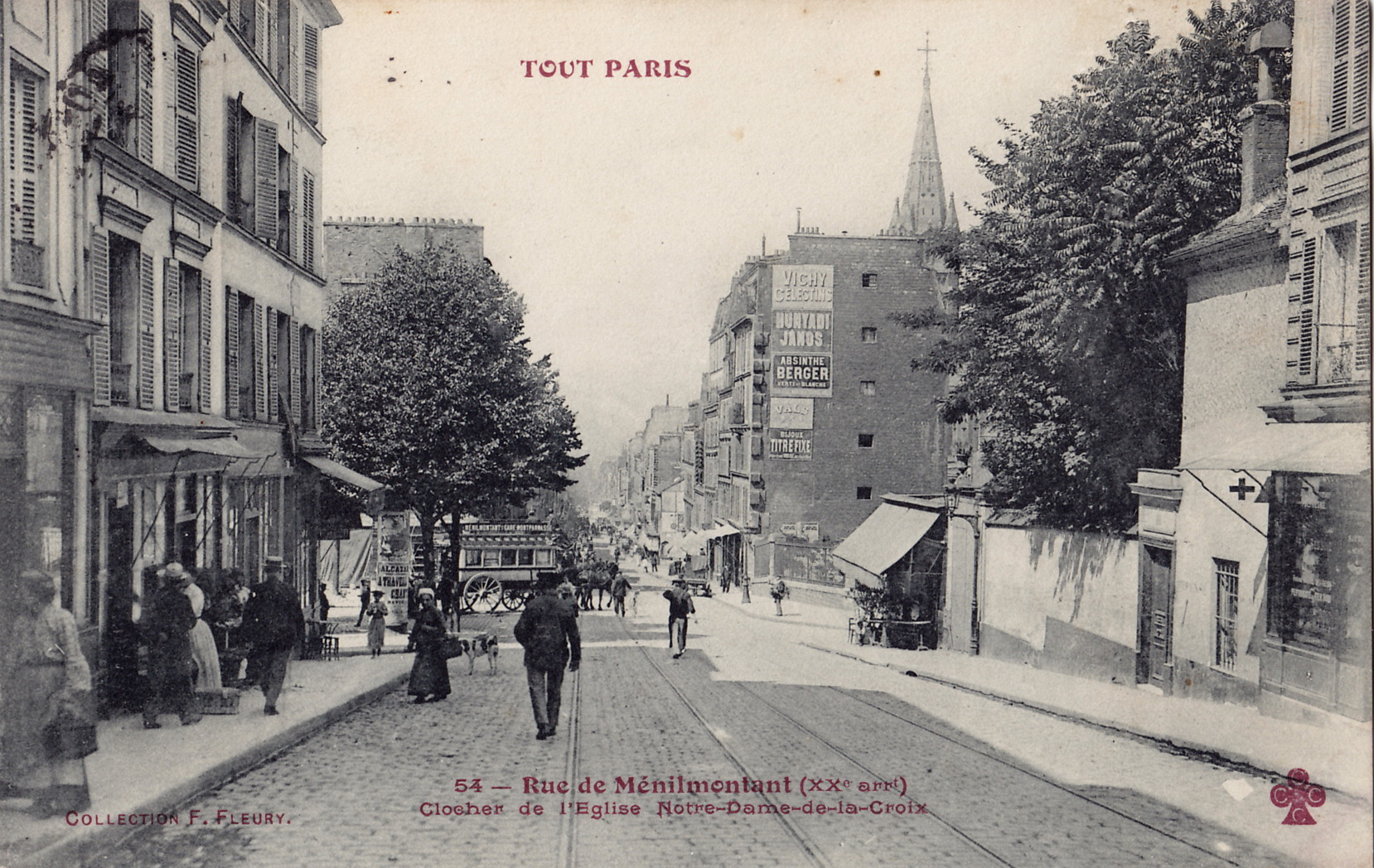
La rue de Ménilmontant dans les années 1900.
Au milieu du cliché, un omnibus sur la ligne Ménilmontant–Gare Montparnasse, ancêtre de l'actuel bus 96.

Cette rue provient d'un ancien chemin qui conduisait à un hameau formé autour d'un mesnil ou villa, appelée dans une charte de 1224 mesnolium mali temporis (« mesnil du mauvais temps ») et dans un autre de 1231 mesnilium mautenz appellation transformée vers le XVIe siècle en « Mesnil montant ».
Cette voie de l'ancienne commune de Belleville tracée sur le plan de Jouvin de Rochefort de 1672 porta le nom de « chemin du Ménil-Mautemps », « chaussée de Ménilmontant » et « avenue de Ménilmontant ». Un décret du 7 janvier 1813, rapporté le 25 juillet 1851, avait classé cette voie comme « route départementale no 27 ».
L'abbaye Saint-Antoine, la maison de Saint-Lazare et les religieux de Sainte-Croix-de-la-Bretonnerie furent pendant longtemps propriétaires de biens à Ménilmontant en particulier des vignobles.
Classée dans la voirie parisienne en vertu du décret du 23 mai 1863, elle prend sa dénomination actuelle en 1869.
Elle est le lieu de plusieurs barricades pendant la révolution de 1848 et la Commune de Paris.
Le 15 septembre 1918, durant la Première Guerre mondiale, une bombe explose sur le no 57 rue de Ménilmontant, lors d'un raid effectué par des avions allemands.
Le 23 aout 1944, des combats opposent au niveau de la gare Ménilmontant des FTP et des FFI à des soldats allemands qui escortent un convoi sur la ligne de Petite Ceinture.

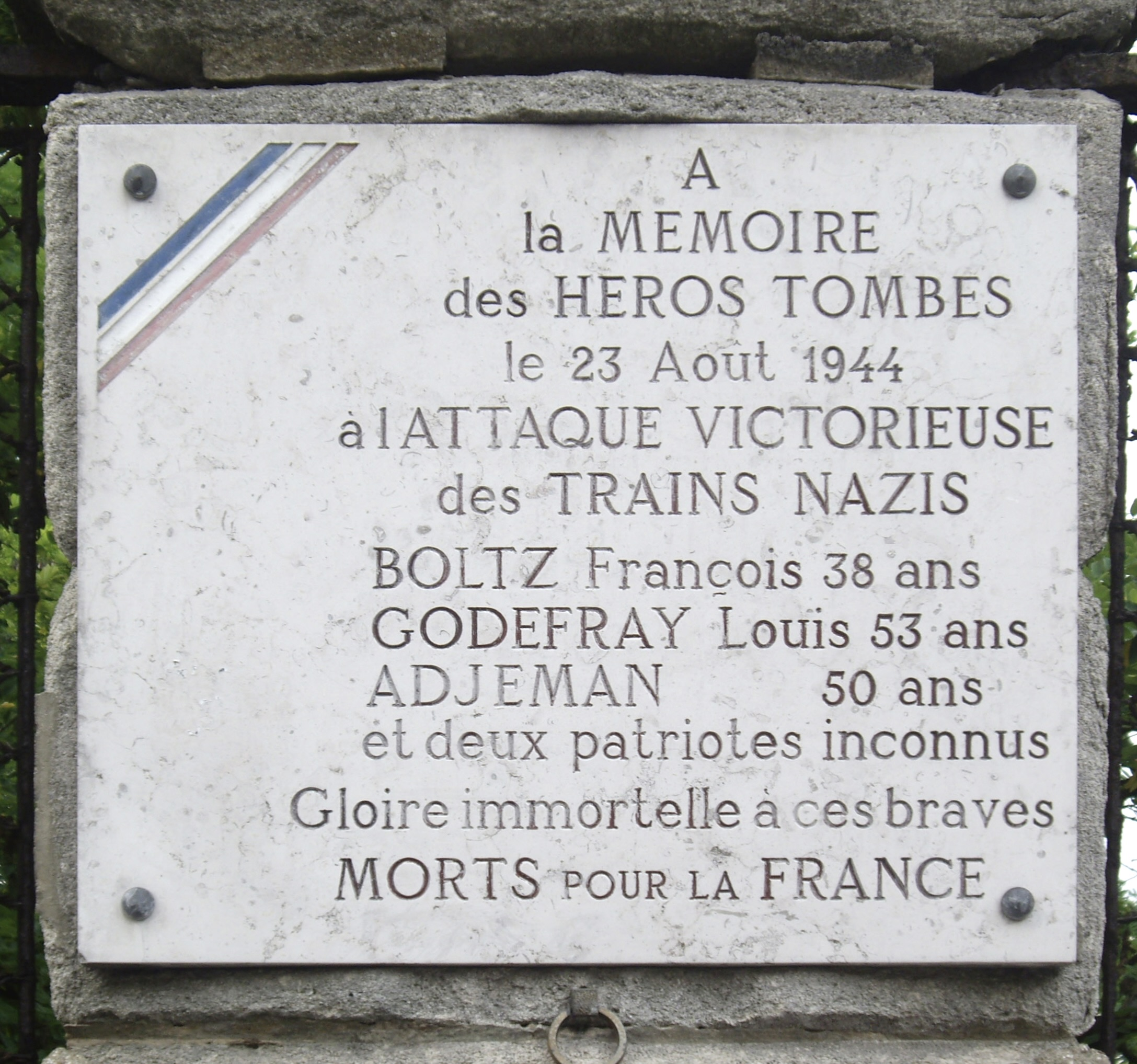
Plaque commémorative sur le pont, rue de Ménilmontant.

Une partie de la rue délimitait la ZAC des Amandiers.

## Bâtiments remarquables et lieux de mémoire
Le père de Justin-Marie Lequien (et grand-père de Justin Lequien) fonde dans cette rue en 1835 une école de dessin et de modelage ; le grand-père, le père et le petit-fils ont été sculpteurs.
- No 4 : entrée de la salle Graffard, qui abrita des réunions politiques publiques à la fin du Second Empire, auxquelles participa notamment Louise Michel[2].
- No 24 : la cité du Labyrinthe. Ouverte sous la Commune, cette cité typique zigzague et relie la rue à la rue des Panoyaux. Certains immeubles sont d'origine.
- No 28 : cinéma Phénix, entre 1909 et 1970[4],[5].
- Du no 28 au no 40 se tenaient des « répartitions » de la coopérative La Bellevilloise. La façade du magasin d’alimentation (no 34), créé en 1903, porte la devise « Chacun pour tous, tous pour chacun[2] ».
- No 30 : fondée en 1920, la brasserie La Chope, où le communiste Maurice Thorez tint sa permanence électorale en 1930[2].
- No 38 : cinéma Ménil-Palace puis Ménil-Cinéma, entre 1920 et 1975[5],[6].
- Nos 54-56 : petite placette en retrait de la rue. Sur une façade aveugle, Jérôme Mesnager a créé le mur peint La Ronde des p'tits gars de Ménilmontant.
- No 68 : début de l'allée Chantal-Akerman et de la rue Sorbier.
- No 88 : le lieu de vie La Miroiterie se trouvait là jusqu'à sa fermeture en mai 2014.

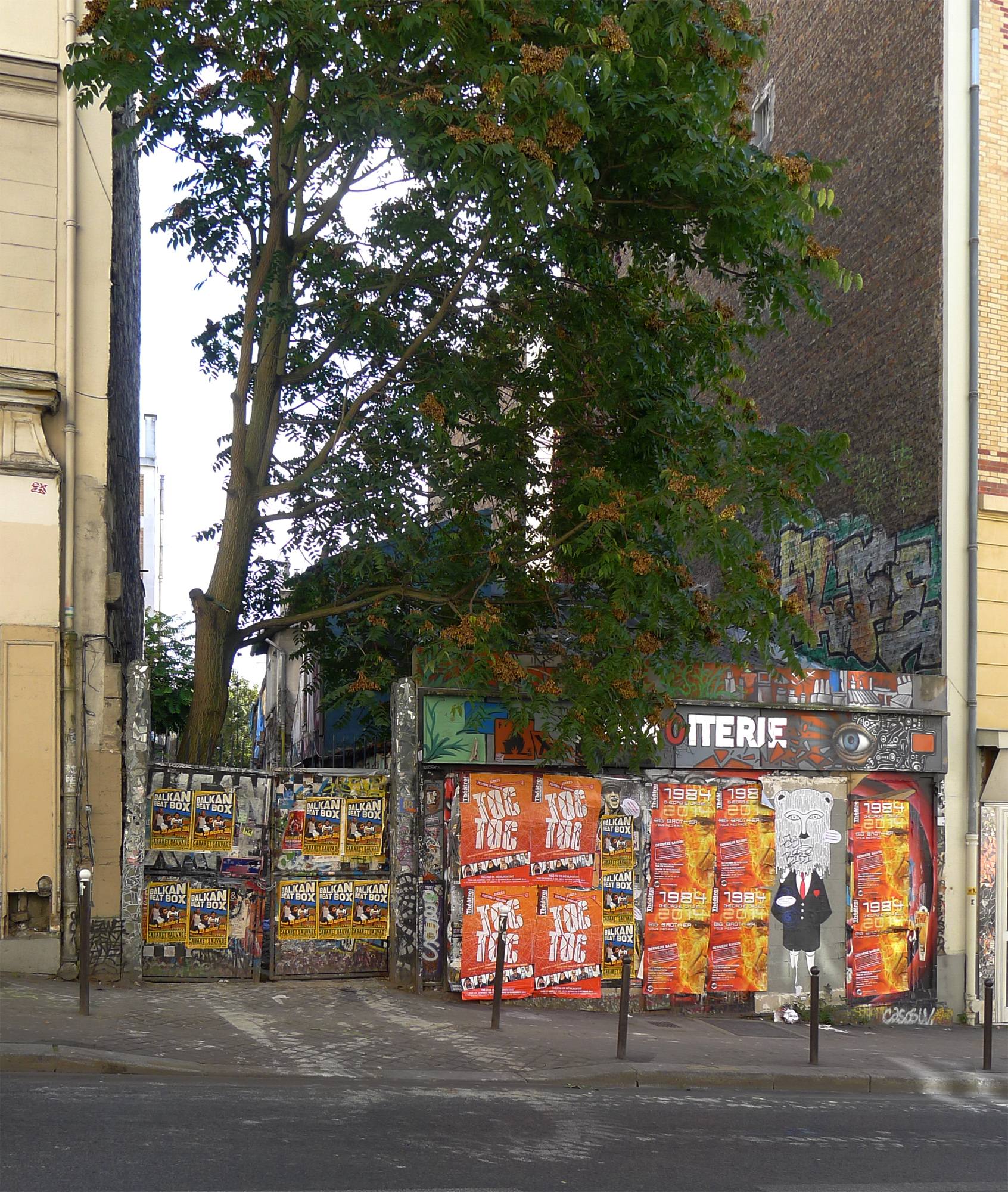
L'entrée du no 88.

- No 94 : siège social du Club athlétique socialiste de la Bellevilloise, un des premiers clubs sportifs ouvriers de la capitale, fondé en 1909[2].
- No 97 : la plus petite maison de la rue.
- No 98 : école privée catholique Notre-Dame-de-la-Croix[7].
- No 100 : cinéma Vox (Gaîté Ménil), dans les années 1940-1950[5].
- No 103 : pharmacie de la Solidarité, réservée aux sociétaires de la Bellevilloise[2].
- No 113 : entrée de la cité de l'Ermitage. Ancienne cité ouvrière ayant conservé son côté populaire, avec d'anciens pavillons noyés sous la verdure.

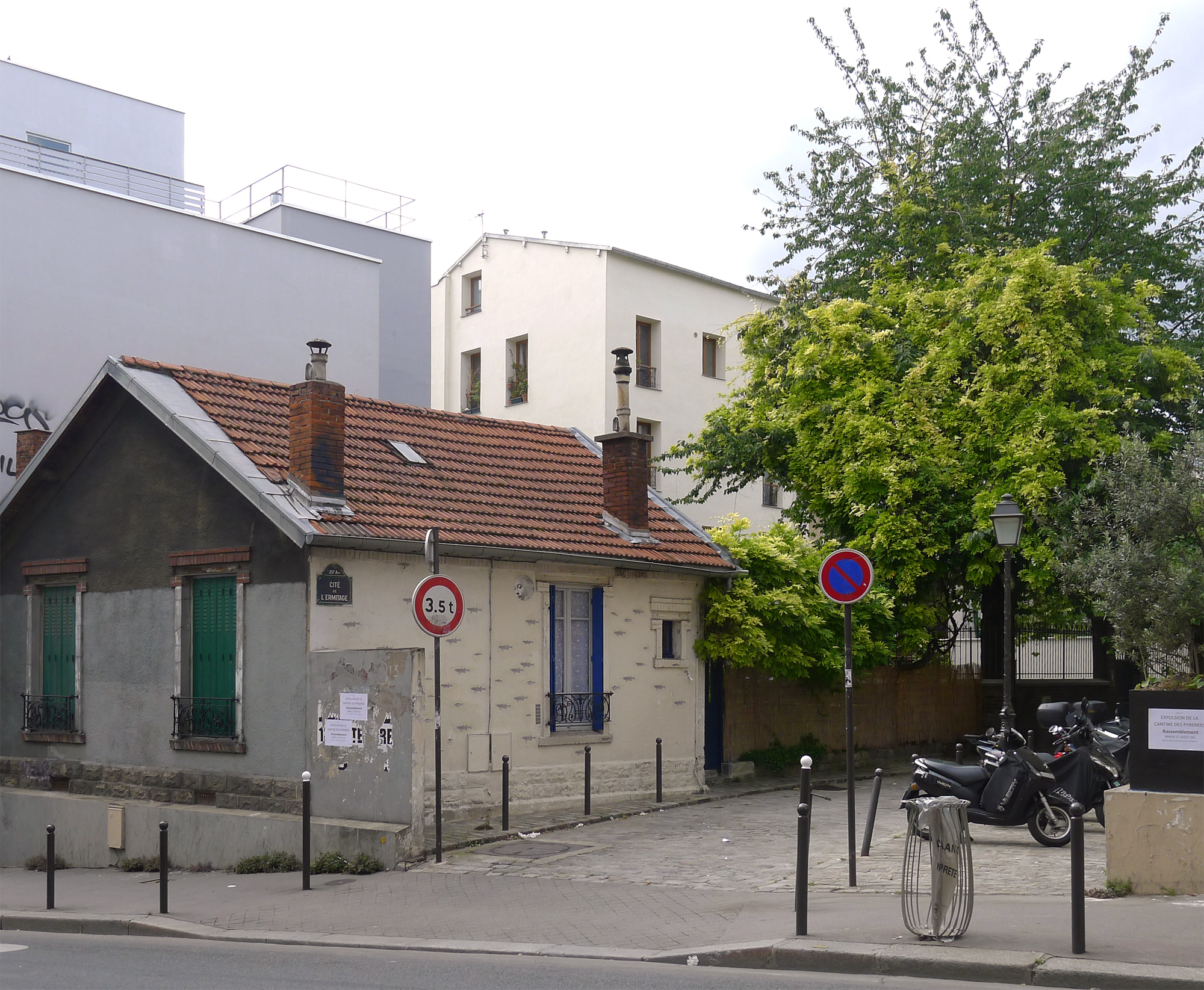
No 113 : entrée de la cité de l'Ermitage.

- No 119 : ancien orphelinat des sœurs de Saint Vincent de Paul qui vit passer les frères Edmond et Jules de Goncourt[2] ; cet ancien bâtiment se trouve désormais dans le jardin du Carré-de-Baudouin.

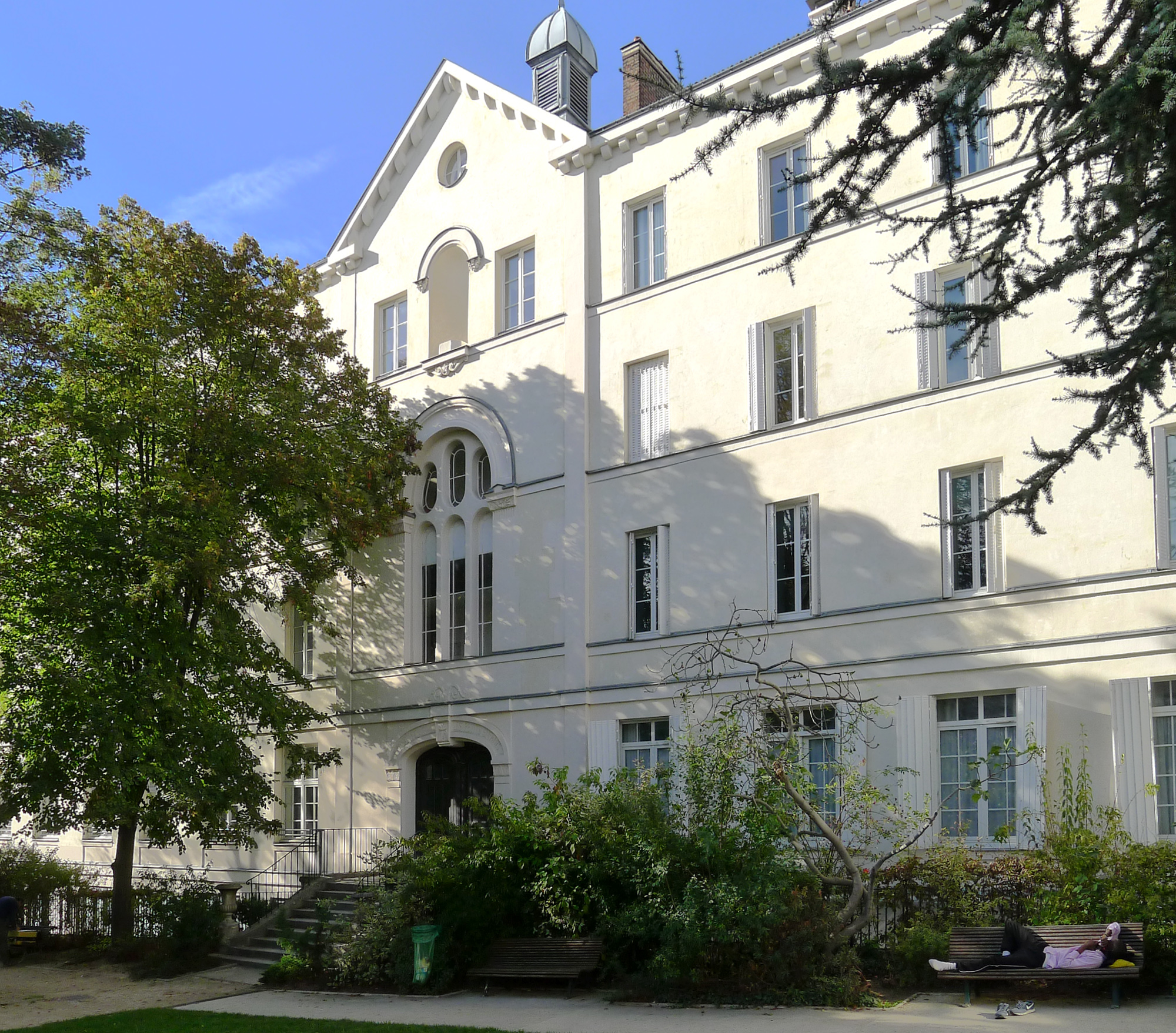
Ancien orphelinat du no 119 vu depuis le jardin du Carré-de-Baudouin.

- No 121 : pavillon Carré de Baudouin, classé au patrimoine national[8]. Ancienne folie néo-classique de 1770, rénovée puis rouverte en 2007 par la ville en centre culturel.

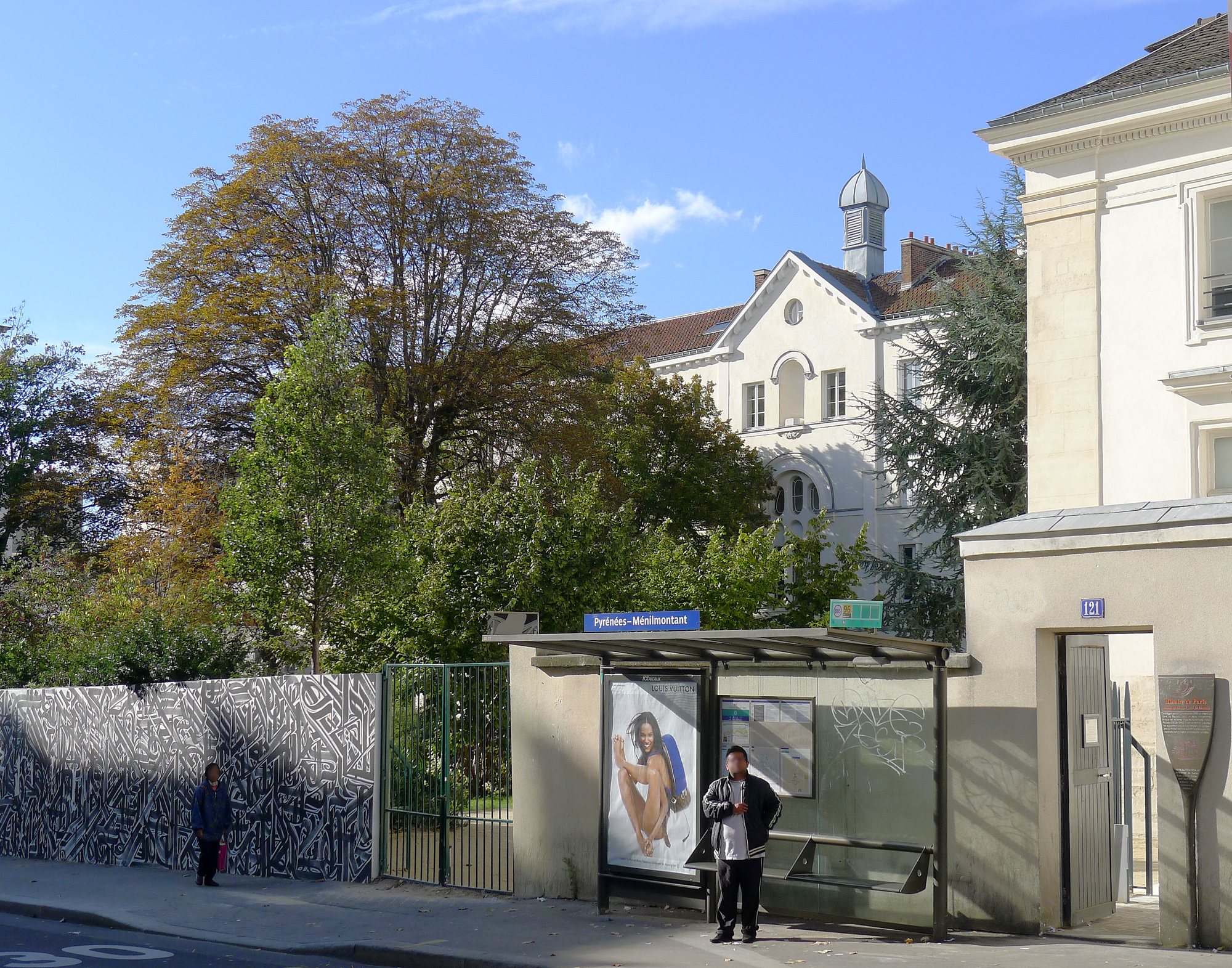
Entrée du no 121.
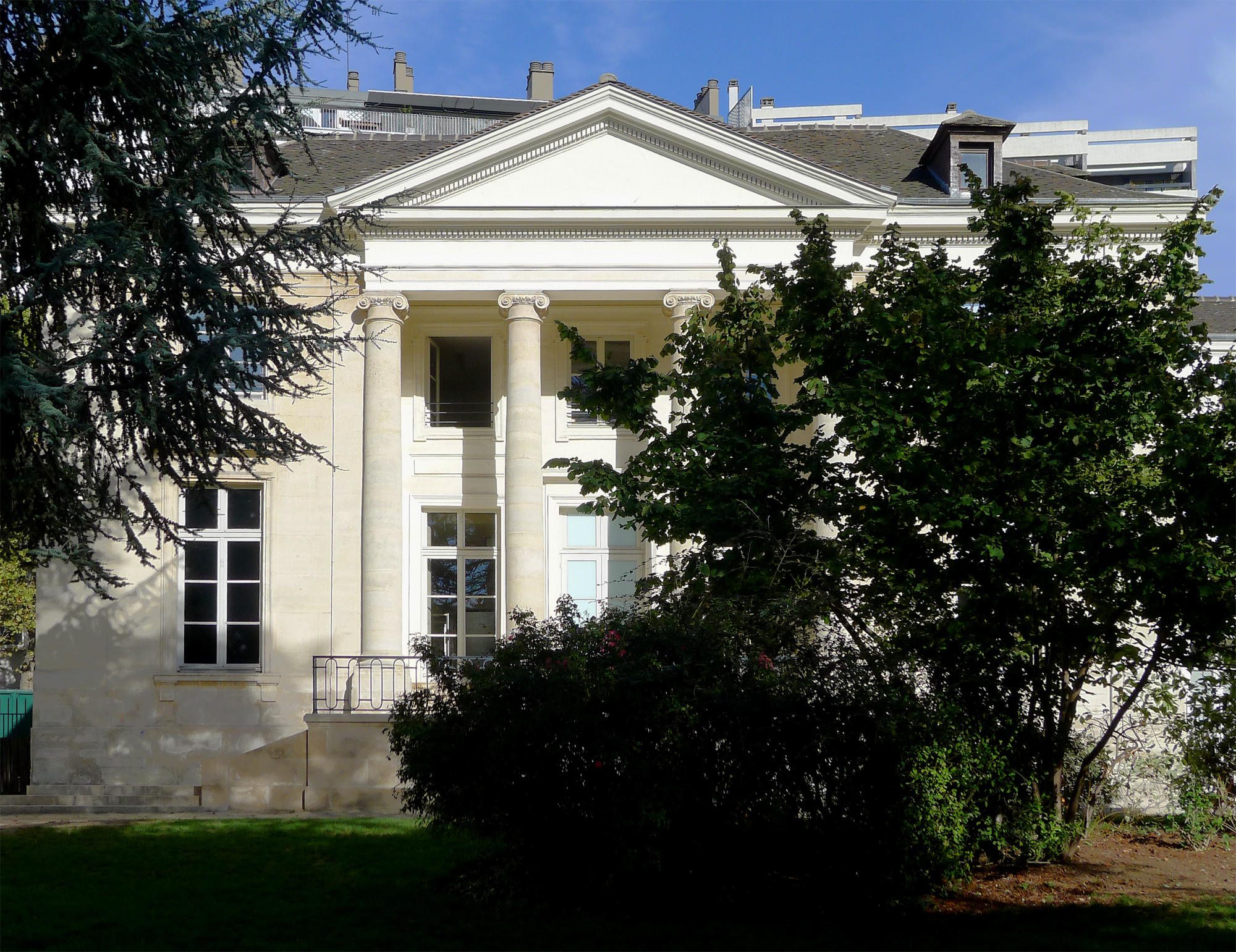
Pavillon vu du jardin.
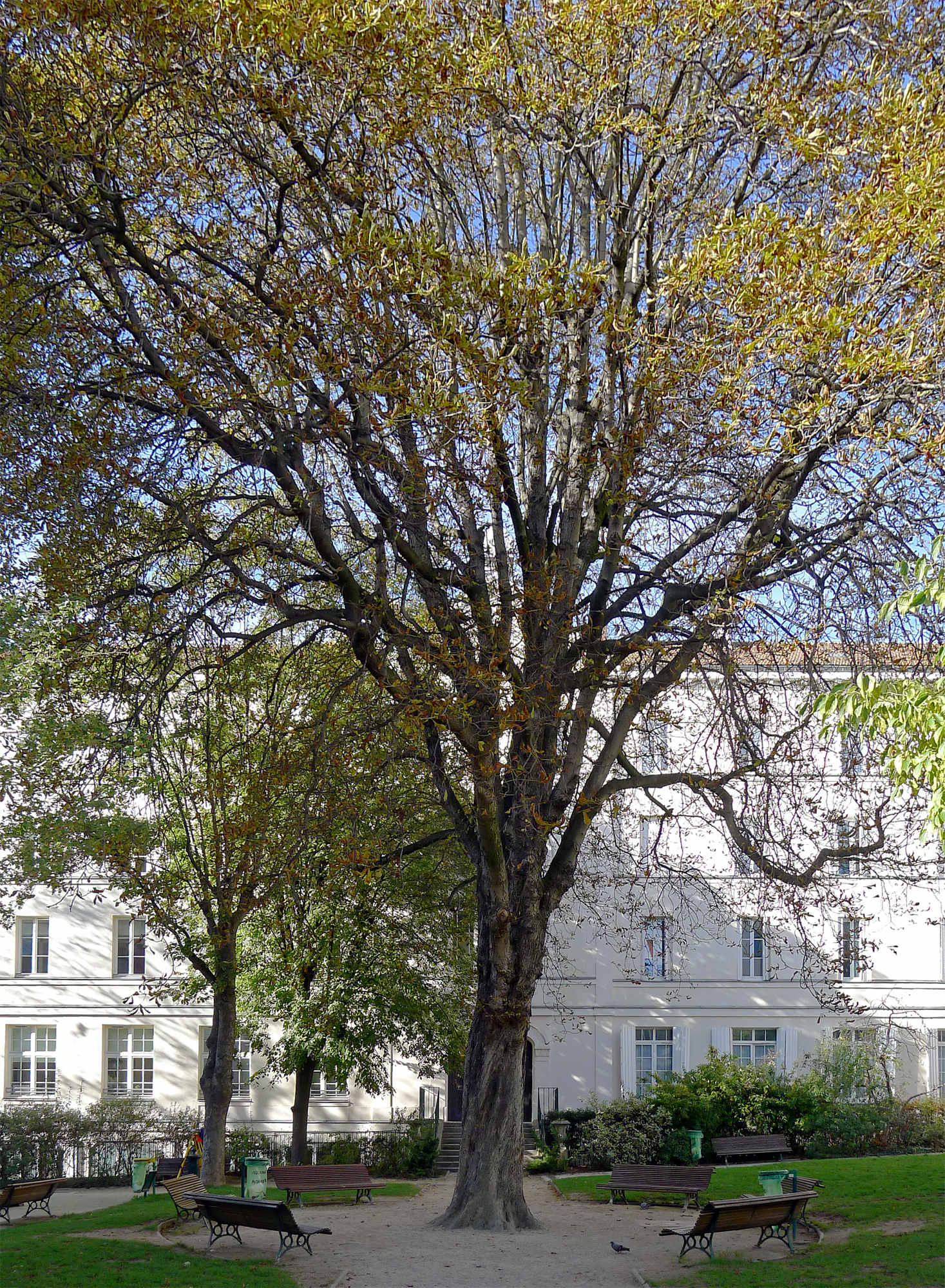
Jardin Carré-de-Baudouin.

- No 140 et rue Hélène-Jakubowicz : immeubles HBM, conçus par l'architecte Louis Bonnier. Composé de bâtiments en peigne comptant 584 logements, ce grand ensemble (« cité Bonnier »[9]) avec façade en briques est organisé autour d'un square, de nos jours jardin Pierre-Seghers. Les travaux, menés sur une parcelle de 12 000 m2, durent de 1922 à 1928[10]. Le chef cuisinier Thierry Marx y a passé son enfance[11].
- No 145 : emplacement de la maison des Saint-Simoniens[12],[13].
- Nos 147-151 : square des Saint-Simoniens.
- No 159 : en 1927 y était installée une école paroissiale[14].